# داميان كوين (لاعب قذف)
داميان كوين (بالإنجليزية: Damien Quinn)‏ هو لاعب قذف بريطاني، ولد في 1980 في Loughguile ‏ في المملكة المتحدة.